# アンディ・ハーツフェルド
アンディ・ハーツフェルド（Andy Hertzfeld, 1953年4月6日 - ）は、アメリカ合衆国のコンピュータプログラマー。1980年代、初期の Macintosh 開発チームの主要メンバーであった。

## 経歴

### Apple Computer（1979年-1984年）
1975年にブラウン大学を卒業後（計算機科学専攻）、カリフォルニア大学バークレー校に入学。1978年1月に Apple II を購入しソフトウェアの開発を始める。1979年8月にシステムプログラマーとしてApple Computerへ入社。Apple初のプリンター Apple SilenType や Apple II 用の初の80カラムカードを開発した。1980年代初期、ハーツフェルドは高校時代の友人スーザン・ケアをAppleに招いた。ケアはAppleで Macintosh のユーザインタフェース設計に従事することになった。
Appleでのハーツフェルドの肩書きは「Software Wizard」であった。1981年2月からは Macintosh 開発チームに参加し、バーンイン ROM コードやユーザインタフェースツールボックスの多く、またコントロールパネルやスクラップブックといった多くのコンポーネントを含む、Macintosh の最初のシステムソフトウェアの大部分を手がけた。ハーツフェルドは、基本的にスティーブ・キャップス、ブルース・ホーン、ラリー・ケニヤン(Larry Kenyon)、ビル・アトキンソンとシステム・ソフトウェアを書いた。Macintosh のプログラマとして最後に加わったのは、バド・トリブルであった。バド・トリブルの監督のもと、ビル・アトキンソンやバレル・スミスと並んで働き、ハーツフェルドは Mac OS の主要ソフトウェア設計者に就任した。

### Apple退社後（1984年-現在）
1984年3月にAppleを退社後、ハーツフェルドは新興企業を3社共同設立した（1986年に Radius 社、1990年に General Magic 社(1996年退社)、1999年に Eazel 社を設立）。Eazel 社では Nautilus の開発に携わった。2002年から2003年まではオープンソース・アプリケーション財団に参加した。
1996年、オレゴン公共放送のテレビ番組『Triumph of the Nerds』で、技術ジャーナリストロバート・X・クリンジリーのインタビューを受けた。2005年にも PBS のテレビ番組『NerdTV』で再びインタビューを受けている。
2004年の初めには Folklore.org というウェブサイトを開設し、同サイトで Macintosh の開発エピソードを数多く語り始めた。これは2004年12月に『Revolution in the Valley』として書籍化された。
2005年8月、Google に入社し、Google+のサークルやPicasaをデザインした。

## 参照
1. 1 2  スーザン・ラマース 著、岡 和夫 訳『実録！天才プログラマー』株式会社アスキー、1987年7月11日、284頁。ISBN 4-87148-363-0。
2. ↑  NerdTV #1: Andy Hertzfeld
3. ↑  O'Hear, Steve「アンディー・ハーツフェルド が語るジョブズ映画、ジェネラルマジック、そしてGoogle時代の自分 | TechCrunch Japan」『TechCrunch Japan』。2018年4月9日閲覧。